# 4516-os mellékút (Magyarország)
A 4516-os számú mellékút egy közel 18 kilométer hosszú, négy számjegyű mellékút Csongrád-Csanád vármegye területén; Szentest köti össze a nagy kiterjedésű északi külterületei egy részével és Nagytőke községgel. Mindkét végén ugyanahoz az úthoz – a 45-ös úthoz – csatlakozik.

## Nyomvonala
A 45-ös főútból ágazik ki, annak 10+750-es kilométerszelvénye közelében, Nagytőke területén. Nyugat felé indul, így keresztezi 1,5 kilométer után a 130-as számú vasútvonalat, Nagytőke vasútállomás térségének déli szélén. Ezután kiágazik belőle északi irányban a 45 318-as út, a megállóhely kiszolgálására, egyúttal eléri a község északi szélét, ahol a József Attila utca nevet veszi fel. Néhány lépés után dél felé is kiágazik belőle egy át, ez a 45 124-es, amely Nagytőke központjába vezet. A 4516-os ezt követően délnyugatnak fordul és hamarosan elhagyja a belterületet.
6,4 kilométer után eléri Szentes határszélét, de nem lép be a város területére; ugyanott kiágazik belőle észak-északnyugati irányban a 45 121-es számú mellékút. Itt az út a város határvonalával párhuzamos irányba, dél-délkeletnek fordul, és kicsivel ezután újabb elágazása következik: a 45 123-as út ágazik ki belőle. 9,1 kilométer után újra délnyugatnak fordul, és ezzel beér Szentes közigazgatási határai közé.
A folytatásban több kisebb irányváltással halad a város külterületei között, a 13. kilométere után pedig keresztezi a 147-es vasútvonalat, itt déli irányt követve. 14,7 kilométer után ér be a város Hékéd városrészének házai közé, ahol a Rákóczi Ferenc utca nevet veszi fel. 17 kilométer után, Szentes központjában egy körforgalomhoz ér, onnan egy éles iránytöréssel északkeletnek fordul és Kossuth Lajos utca néven folytatódik, majd mintegy 200 méterrel arrébb egy elágazáshoz ér: az északkeleti irányt a 45 321-es út viszi tovább, Szentes vasútállomásig, a 4516-os pedig Attila út néven kelet felé indul tovább. Nem sokkal arrébb keresztezi a vasutat, és kicsivel ezután véget is ér, a 45-ös főút 24+600-as kilométerszelvényénél lévő körforgalomba beletorkollva; ugyanabban a körforgalomban ér véget a Gyomaendrődtől idáig húzódó 4642-es út is, kelet felől belecsatlakozva.
Teljes hossza, az országos közutak térképes nyilvántartását szolgáló kira.gov.hu adatbázisa szerint 17,657 kilométer.

## Települések az út mentén
- Nagytőke
- Szentes-Hékéd
- Szentes

## Története
3,723 kilométeres szakaszát (az 1+955 és az 5+678 kilométerszelvények között) 2019 második felében újították fel, a Magyar Falu Program útjavítási pályázatának I. ütemében, Nagytőke település területén.